# Condado de Sussex (Virgínia)
O Condado de Sussex é um dos 95 condados do estado americano de Virgínia. A sede do condado é Sussex, e sua maior cidade é Sussex. O condado possui uma área de 1 276 km² (dos quais 5 km² estão cobertos por água), uma população de 12 504 habitantes, e uma densidade populacional de 12 hab/km² (segundo o censo nacional de 2000). O condado foi fundado em 1753. O condado faz parte da região metropolitana de Richmond.